# Aleksandr Lenev
Aleksandr Lenev (Stalinogorsk, 25 de setembro de 1944 – 12 de novembro de 2021) foi um futebolista soviético que atuou como meia.

## Carreira
Lenev jogou pelo Torpedo Moscou, com o qual conquistou o Campeonato Soviético em 1965 e a Copa da União Soviética em 1968. Fez parte do elenco da seleção nacional na Euro de 1968.

## Morte
Lenev morreu em 12 de novembro de 2021.